# 贾森·伯内特
贾森·伯内特（英語：Jason Burnett，1986年12月16日—），加拿大男子体操运动员，专项为蹦床。他曾代表加拿大获得2008年夏季奥运会体操比赛男子个人蹦床银牌。他也参加了2012年和2016年夏季奥运会。